# Zjuravusjka
Zjuravusjka (russisk: Журавушка, da.: En lille kran) er en sovjetisk spillefilm fra 1968 instrueret af Nikolaj Moskalenko.

## Medvirkende
- Ljudmila Tjursina som Marfa
- Nonna Mordjukova som Glafira
- Tatjana Pelttser som Nastasja
- Rimma Markova som Avdotja
- Armen Dzhigarkhanyan som Stysjnoj